# Nico Parker
Nico Parker (Londen, 9 december 2004) is een Brits actrice.

## Biografie
Nico Parker werd op 9 december 2004 geboren in Londen als dochter van filmregisseur en scenarioschrijver Ol Parker en de actrice Thandiwe Newton. Ze komt uit Kensal Rise, Noordwest-Londen en heeft een oudere zus, Ripley, en een jongere broer, Booker.
Parker maakte haar filmdebuut als Milly Farrier in de film Dumbo uit 2019, geregisseerd door Tim Burton. Vervolgens speelde ze naast Naomie Harris en Jude Law in de HBO-miniserie The Third Day (2020) en verscheen ze naast haar moeder als Zoe in de sciencefictionfilm Reminiscence (2021). In 2023 speelde Parker Sarah Miller in het eerste seizoen van de HBO-bewerking van The Last of Us. In 2024 speelde ze een hoofdrol in de film Suncoast en won ze de "Breakthrough Performance Award" op het Sundance Film Festival van 2024. In 2025 speelde Parker onder andere in Bridget Jones: Mad About the Boy en in How to Train Your Dragon.
In september 2024 werd Parker aangekondigd als Lancômes nieuwste en jongste "Global Ambassador" ooit.

## Filmografie

### Films
- 2025: How to Train Your Dragon - als Astrid Hofferson
- 2025: Bridget Jones: Mad About the Boy - als Chloe
- 2024: Suncoast - als Doris
- 2021: Reminiscence - als Zoe
- 2019: Dumbo - als Milly Farrier

### Televisie
- 2023: The Last of Us - als Sarah Miller
- 2020: The Third Day - als Ellie

## Prijzen en nominaties
De belangrijkste:
| Jaar | Prijs                  | Categorie                                                     | Film     | Uitslag  |
| ---- | ---------------------- | ------------------------------------------------------------- | -------- | -------- |
| 2024 | Sundance Film Festival | U.S. Dramatic Special Jury Award for Breakthrough Performance | Suncoast | Gewonnen |